# 莱茵少女

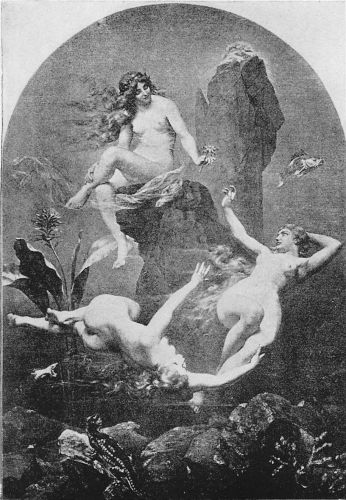
《莱茵河水中嬉戏的三位莱茵少女》。 插图出自H·A·盖尔伯（H. A. Guerber）所著《瓦格纳歌剧故事集》（Stories of the Wagner Opera，1905年）。

莱茵少女（Rhinemaidens）是出现在德国作曲家理查德·瓦格纳歌剧系列《尼伯龙根的指环》中的三位水仙女（Rheintöchter 或“莱茵女儿”）。她们的名字分别是沃格琳德（Woglinde）、韦尔贡德（Wellgunde）和弗洛希尔德（Flosshilde或Floßhilde）。尽管她们通常被视为一个整体，但却是《尼伯龙根的指环》系列登场的34个角色中唯一没有源自古挪威语《诗体埃达》的角色。瓦格纳的创作灵感来自其他传说与神话，尤其是《尼伯龙根之歌》中提及的多瑙河水精灵或美人鱼形象。
莱茵少女在《尼伯龙根指环》系列歌剧中承载的核心概念——她们对莱茵黄金的守护不力，以及窃取黄金并将其转化为攫取世界权力之利器的条件（即放弃爱情）——完全出自瓦格纳的原创构思，这些元素不仅是整个戏剧的起点，更是推动剧情发展的核心动力。
莱茵少女是四联歌剧《尼伯龙根的指环》中首位与末位登场的角色群体，她们既出现在首部剧《莱茵的黄金》的开幕场景中，也在终章《诸神的黄昏》的高潮时刻从莱茵河水中升起，从布伦希尔德的骨灰中夺回指环。尽管被描述为道德上纯真无邪的存在，但她们却展现出复杂的情感层次，某些表现甚至与天真相去甚远。她们充满诱惑力且难以捉摸，与其他角色毫无关联，其起源亦未被明确交代，仅偶尔提及一位未明确定义的“父亲”。
与莱茵少女相关的各种音乐主题被认为是整个《尼伯龙根的指环》系列中最具抒情性的存在，为宏大的叙事注入了难得的舒缓与魅力。这些音乐不仅包含重要的旋律与乐句，还在歌剧其他部分通过变奏与发展，用以刻画其他人物与情境，并将情节推进与故事源头相联结。

## 起源
莱茵少女是《尼伯龙根的指环》系列中唯一不是源自冰岛史诗《诗体埃达》或《散文埃达》的角色。水仙女或者是水精灵（德语：Nixen）广泛存在于欧洲各地的神话传说中，通常（但非绝对）是以带有伪装的反面形象出现。瓦格纳在构建《尼伯龙根的指环》叙事时，大量且灵活地借鉴了这些传说，其笔下的莱茵少女很可能源自德国史诗《尼伯龙根之歌》。在该史诗的某一情节中，哈根（Hagen）与龚特尔偶遇几位在多瑙河中沐浴的美人鱼或水精灵（中古高地德语：merwîp；现代德语：Meerweib）。哈根偷走了她们的衣物，为索回衣物，名为哈德堡（Hadeburg）的美人鱼给出虚假的预言称，二人进入埃策尔王国后将获得荣耀。但随后另一位美人鱼希格琳德（Sigelinde，此名被瓦格纳借用至其他作品中）指出其姑母的谎言，并警告他们若前往埃策尔的领地，必将死在那里。此场景的地理位置存在多种可能性。根据《Þiðrekssaga》（《迪德里克萨迦》），事件发生在一个虚构的多瑙河与莱茵河交汇处。后续提及的“Möringen”——即注定灭亡的战士们渡河的地点——可能指代多瑙河畔的默林根，但也有学者认为更东部的大梅灵更符合文本描述。

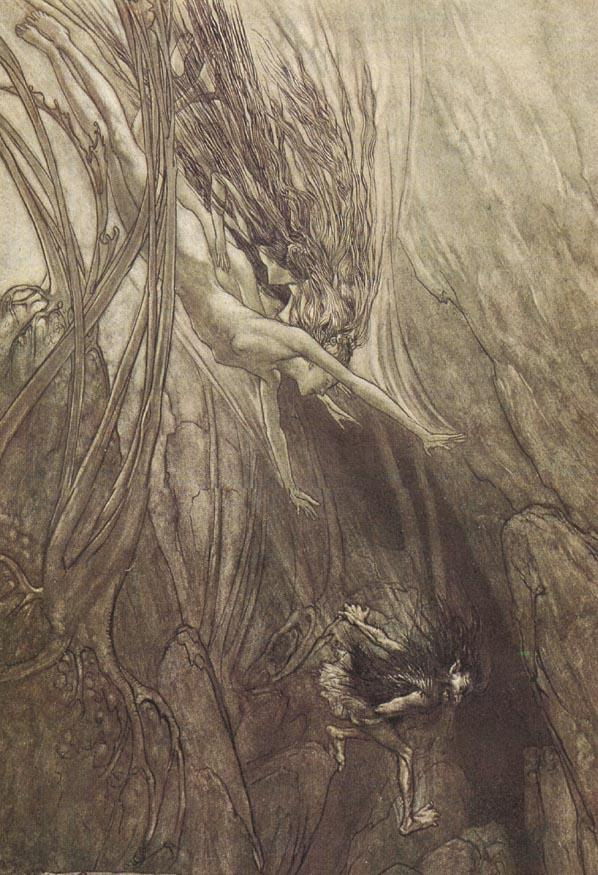
《阿尔伯里希窃取黄金》：出自《莱茵的黄金》第一幕场景——亚瑟·拉克姆为《尼伯龙根的指环》系列创作的插图之一。

这段与《尼伯龙根的指环》剧情本身无关的故事，在瓦格纳的创作中既呼应了《莱茵的黄金》开场场景，也体现在《诸神的黄昏》第三幕第一场的叙事中。瓦格纳最早将这一情节改编至其早期剧本《齐格弗里德之死》（后发展为《诸神的黄昏》），引入了三位无名“水少女”（Wasserjungfrauen），并将其活动场景设定于莱茵河。她们在此警告齐格弗里德即将面临死亡。此后，这些“水少女”演变为“莱茵少女”（Rheintöchter），并被赋予独立名字：弗洛希尔德（Flosshilde）、韦尔贡德（Wellgunde）与布隆琳德（Bronnlinde）。当瓦格纳以倒叙方式从齐格弗里德之死回溯至戏剧源头时，最终确定了全剧的初始行动——阿尔伯里希窃取莱茵黄金。他认为若黄金仅以无人守护的状态被轻易夺取将缺乏戏剧张力，因此赋予莱茵少女“黄金守护者”的身份，并设定了“放弃爱情”的诅咒条件。布隆琳德随后更名为沃格琳德，可能是为避免与布伦希尔德产生混淆。
瓦格纳的创作可能还受到德国莱茵河传说《罗蕾莱》的影响——传说中一位因失恋投河自尽的少女化为塞壬，用歌声引诱渔夫触礁。此外，希腊神话与古希腊文学亦是潜在灵感来源：赫斯珀里得斯神话中的少女守护者与《莱茵的黄金》中的莱茵少女存在相似性，两者皆为三位女性守护一件被觊觎的黄金珍宝且均在叙事中遭窃。瓦格纳热衷于阅读埃斯库罗斯的作品，包括其《被缚的普罗米修斯》，剧中由俄刻阿尼得斯或水仙女组成的歌队与莱茵少女的塑造存在关联——学者鲁道夫·萨博（Rudolph Sabor）指出，俄刻阿尼得斯对普罗米修斯的态度类似于莱茵少女最初对阿尔伯里希的容忍。希腊神话中的俄刻阿尼得斯是泰坦海神俄刻阿诺斯之女，而北欧神话（尤其是《诗体埃达》）中的巨人族海神埃吉尔同样有九位女儿，其中一位名字意为“波浪”（德语“Welle”），这可能是莱茵少女之一“韦尔贡德”（Wellgunde）名字的词源。
瓦格纳的歌剧并未揭示莱茵少女的起源，也未说明她们是否与其他角色存在关联。尽管《尼伯龙根的指环》系列中大部分角色通过血缘、婚姻或双重纽带相互联系，几位莱茵少女们却显得独立无依。文本中未提及那位委托她们守护黄金的“父亲”的身份。部分瓦格纳学者推测，这位父亲可能是沃坦和众神之父——甚至是一切造物的“至高存在”。另一些学者则按德语“莱茵女儿”（Rheintöchter）的字面意义，认为她们是莱茵河本身的女儿。

## 角色本质和属性

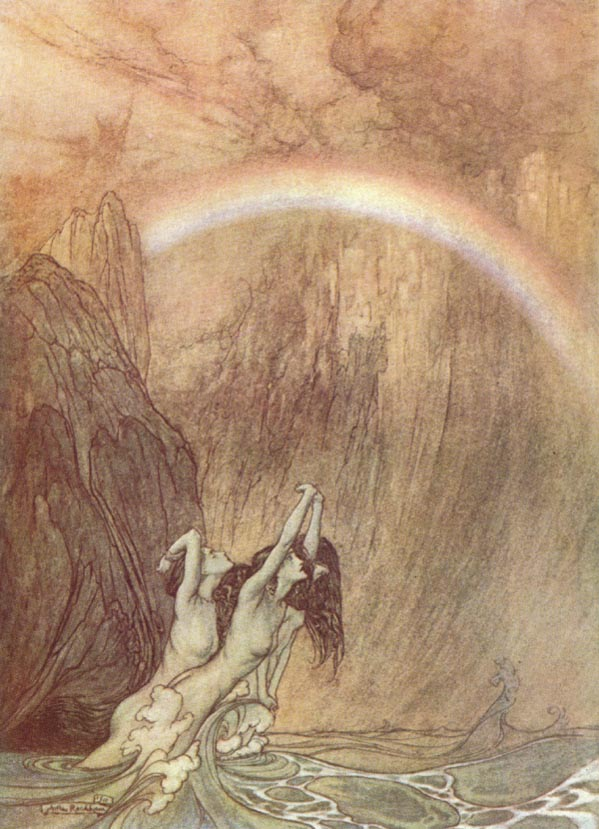
莱茵少女为失去黄金而哀叹，与此同时，众神在高处跨过彩虹桥进入瓦尔哈拉。此场景出自《莱茵的黄金》（Das Rheingold）第四幕（亚瑟·拉克姆绘）。

莱茵少女被描述为戏剧中“最具诱惑力却最难以捉摸的角色”，有分析认为她们象征着“婴儿式幻想的诱惑”。她们本质上以统一体形式行动，个性复合而难以捉摸。除弗洛希尔德通过偶尔轻微的责备显示出的隐含资历——这一点在音乐上通过将角色分配给声音较深的女低音或次女高音加以体现——她们的性格并无明显差异。萧伯纳在1886年对《尼伯龙根的指环》作为政治寓言的分析著作《完美的瓦格纳信徒》中，称莱茵少女是“无思虑、原始、半虚幻的存在，极似现代年轻女子”。她们最初所展现的特质是魅力、顽皮与自然的天真，尽管知晓其潜在力量，她们也仅出于美丽而喜爱所守护的黄金。但这种孩童般单纯的表象具有误导性——她们不仅是失职的守护者，在与阿尔伯里希互动时更显露出挑衅、讥讽与残忍。当半神洛基告知莱茵少女，她们需要沃坦的帮助才能夺回黄金时，婚姻女神弗丽嘉称她们为“水性杨花”（Wassergezücht），并抱怨她们以“诡诈的沐浴”诱惑众多男性。她们以魅惑的一面与齐格弗里德调情，却在向布伦希尔德暗示的忠告时显露出智慧的一面。萨博认为莱茵少女们的个性融合了希腊俄刻阿尼得斯的“善良本性”与北欧埃吉尔之女的“冷峻特质”（包括溺杀人类的意愿）。
在《尼伯龙根的指环》系列中，沃格琳德（Woglinde）初登场演唱的歌词以无实义音节为主：“Weia! Waga! ... Wagala weia! Wallala weiala weia!”这一创作在1869年《莱茵的黄金》及1876年全剧首演时引发争议，甚至被嘲讽为“维加拉维娅式音乐”（Wigalaweia-Musik）。瓦格纳在1872年6月12日致尼采的信中解释，“Weiawaga”源自古德语，与“圣水”（Weihwasser）一词相关，其余音节则有意模仿德语摇篮曲中常见的拟声词（如“Eia Poppeia”“Heija Poppeia”等）。因此，沃格琳德的吟唱既暗示莱茵少女的孩童般天真，又象征自然的圣洁本质。
莱茵少女们对黄金失窃的悲伤是深沉而真挚的。在《莱茵的黄金》结尾，当众神通过彩虹桥进入瓦尔哈拉时，火神洛基刺地建议她们在没有黄金的情况下，应该“沐浴于众神新获的光辉中”。少女们的悲歌随即化作严厉谴责：“唯有深处温柔而真实”，她们唱道，“天上欢庆的一切皆虚伪而怯懦”。至《诸神的黄昏》终幕，当她们夺回指环后，冷酷地将不幸的哈根拖入莱茵河底，展现出决绝的一面。
在戏剧终了时，莱茵少女们是唯一明确存活的重要角色，除了少数几个角色的命运尚不明了，绝大多数角色确已消亡。尽管在这部四幕歌剧中的戏份相对简短，但莱茵少女们却是关键人物：她们对黄金的守护不周及对阿尔伯里希的挑衅，成为后续一切事件的肇因。瓦格纳本人亲自设计的“放弃爱情”条件使黄金得以被窃并铸成一枚可统治世界的指环。由于戒指是由被偷的黄金制成的，只有将其归还给莱茵少女在莱茵河水中的看护，才能解除其上的诅咒。因此，被盗物的归还在瓦格纳庞杂叙事中构建了统一主题的连贯性——即唯有物归原主方能终结权力与贪欲的恶性循环。

## 在歌剧中的角色

### 莱茵的黄金，第一场

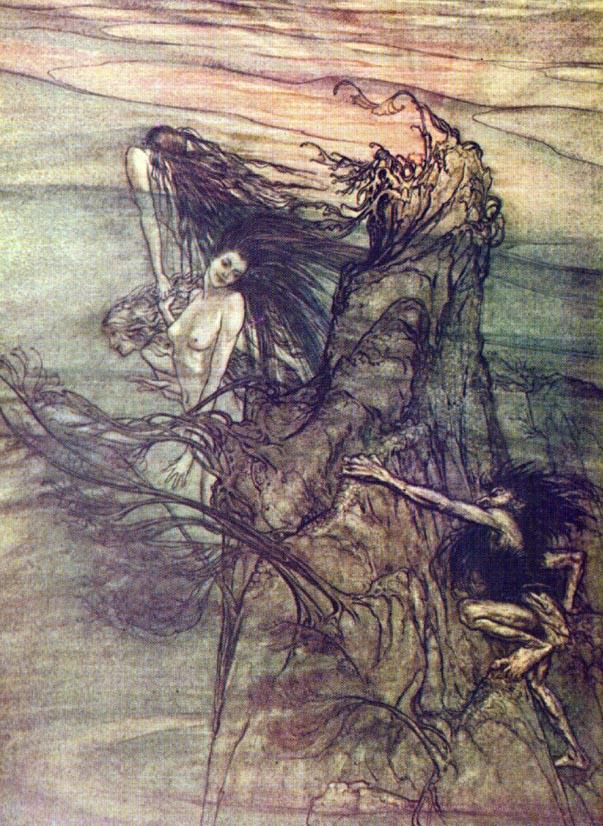
阿尔伯里希试图接近莱茵少女（亚瑟·拉克姆绘）

随着音乐前奏达到高潮，沃格琳德与韦尔贡德在莱茵河深处嬉戏。弗洛希尔德在温和提醒她们作为黄金守护者的责任后加入她们。尼伯龙根侏儒阿尔伯里希观察着她们，并向她们喊道：“你们不妨向我靠近。”谨慎的弗洛希尔德喊道：“保护好黄金，父亲警告过我们要提防这类敌人。”当阿尔伯里希开始粗鲁地求爱时，少女们放松下来：“敌人陷入情网，这令我又惊又喜”弗洛希尔德说道，随即展开了一场残酷的戏弄游戏。首先，沃格琳德假装回应矮人的示好，但在他试图拥抱她时游开。接着威尔冈德接手，阿尔伯里希的希望上升，直到她尖锐地回击：“你这多毛又驼背的丑小子！”弗洛希尔德假装责备姐妹们的残忍，并假装自己展开求爱，阿尔伯里希完全被迷惑，直到她突然挣脱，与其他人一起唱起嘲笑的歌曲。被欲望折磨的阿尔伯里希愤怒地在岩石上追逐少女们，她们躲避他时他滑倒摔跤，最终在无能的愤怒中瘫倒。此时气氛改变：一道突然的光亮穿透深处，神奇的金光首次揭示了岩石上的莱茵黄金。少女们唱起对黄金的狂热问候，这激起了阿尔伯里希的好奇。回应他的问题，沃格琳德和韦尔贡德透露了黄金的秘密：能从中锻造戒指的人将拥有无尽的力量。弗洛希尔德责骂她们泄露这个秘密，但她的担忧被驳回——只有放弃爱情的人才能获得黄金，而阿尔伯里希显然深陷爱欲，不构成威胁。但她们的自信是错误的；在羞辱中，阿尔伯里希决定统治世界比爱情更可取。当少女们继续嘲笑他的举动时，他爬上岩石，发出对爱的诅咒，夺走黄金并消失，留下莱茵少女们潜入水中哀叹她们的损失。

### 《莱茵的黄金》第四场
当沃坦（Wotan）、弗丽卡（Fricka）与众神开始跨越通往瓦尔哈拉的彩虹桥时，他们听见莱茵河深处传来哀伤的歌声——少女们正为失去黄金而悲泣。沃坦既尴尬又恼怒，命令洛基（Loge）让她们噤声。然而，当众神继续前行时，此刻哀歌再度升起，夹杂着对众神冷酷无情的尖锐控诉。

### 《诸神的黄昏》第三幕第一场

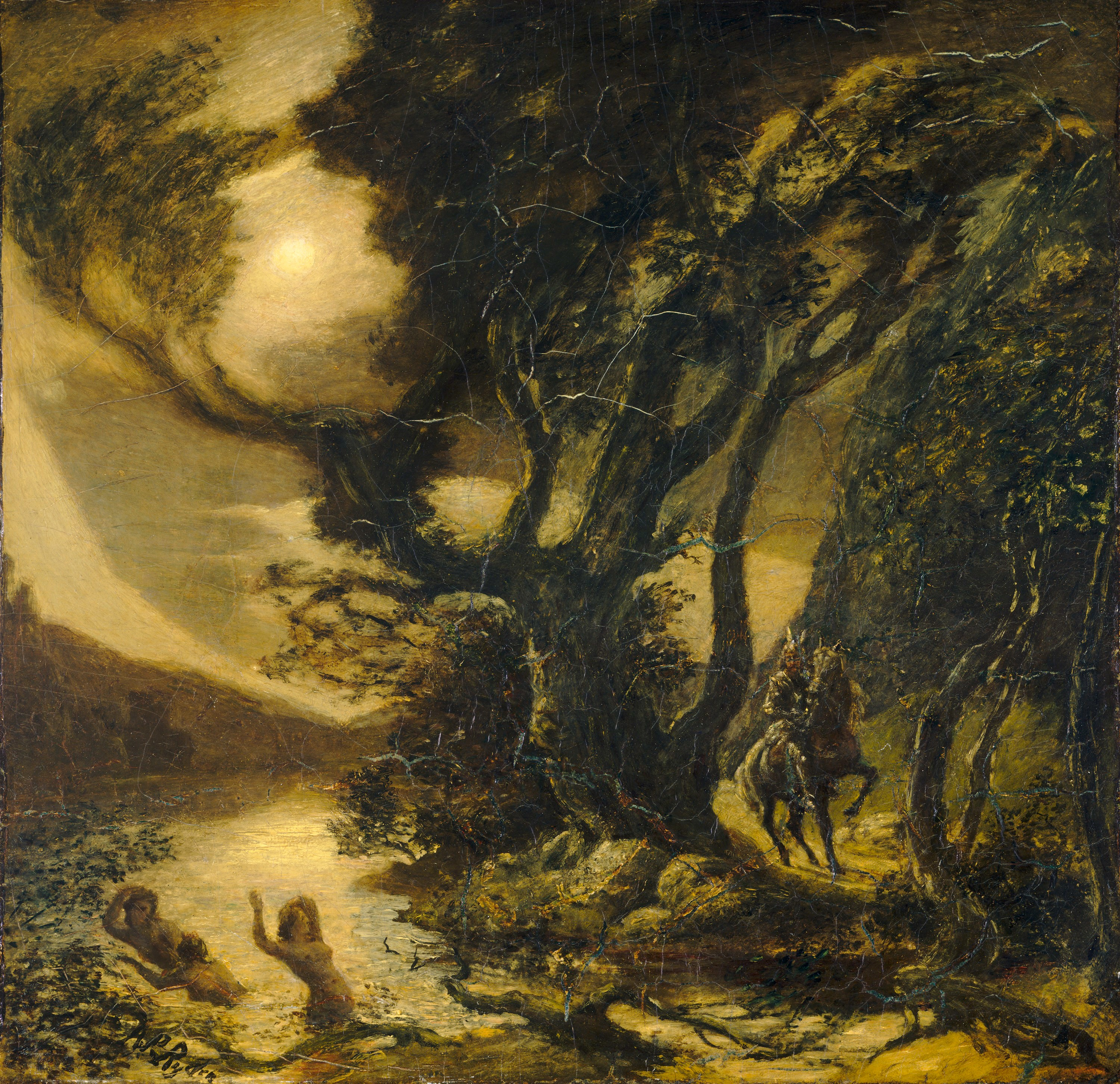
《齐格弗里德与莱茵少女相遇》（Siegfried encounters the Rhinemaidens）。阿尔伯特·平克汉姆·莱德（Albert Pinkham Ryder）布面油画，约1875–1891年创作。

时光流转（至少跨越两代人），在莱茵河蜿蜒流经的幽深林谷中，容颜不老的莱茵少女仍在为黄金悲泣，向“太阳女”祈求派遣一位英雄将黄金归还。齐格弗里德的号角声传来，他因狩猎迷路而来。莱茵少女们以旧日的顽媚之态迎接，提出以他指间的戒指为代价提供帮助。调笑间，齐格弗里德看似诚挚地允诺交出戒指。但天真未褪的少女们却陡然敛去嬉闹，肃穆警告：若他不交出戒指则当日必遭横死。但无畏的齐格弗里德断然拒绝威胁：“你们却威胁我的生命与躯体，如果它的价值抵不上一根手指，你们便不会向我将它索取!”少女们嘲笑他的愚蠢：“齐格弗里德，祝你好运！一位高傲的女子，今天会得到那东西，她会将我们的话听取。”齐格弗里德并未察觉她们指的是布伦希尔德。莱茵少女们游入深水，留下困惑的英雄独自咀嚼话语，暗自承认方才险些沉溺于三人的魅惑之中。

### 《诸神的黄昏》第三幕第三场
布伦希尔德在最后的独白中向莱茵少女致谢，感念其“诚实的建议”。莱茵少女们显然已向她完整揭露了齐格弗里德受蛊惑与背叛的真相，并告知唯有将指环归还莱茵河水方能破除诅咒。布伦希尔德唱道：“我会给你们所要的东西，让你们将我的骨灰拿去！火焰会将我吞噬，并涤除指环上的咒语！”。她告诫莱茵少女未来需“悉心守护”，随即纵身跃入齐格弗里德的火葬堆。火焰冲天而起吞噬整个舞台，象征诸神的覆灭。随着莱茵河水漫溢，莱茵少女现身直指指环。觊觎指环的哈根高喊“指环被收了回去！”（Zurück vom Ring!）——此为全剧最后一句台词。沃格琳德与韦尔贡德擒住哈根将其拖入河底，弗洛希尔德则将夺回的指环高举手中，与姐妹们在渐退的河水中盘旋游弋。

## 莱茵少女的音乐
莱茵少女相关的音乐被瓦格纳研究者詹姆斯·霍尔曼（James Holman）形容为“《尼伯龙根的指环》中具有开创性意义的音乐”；其他评论则强调其相较于全剧其他部分的独特魅力与舒缓特质。
在沃格琳德向莱茵河吟唱的开场曲《Weia! Waga! Woge, du Welle,...》（《莱茵的黄金》第一幕）中，旋律采用五声音阶，音符为降E、F、降A、降B与C。歌曲以两个音符的下行级进（F接降E）起始，这一音型贯穿《尼伯龙根的指环》全剧的众多音乐动机。该旋律本身在《莱茵的黄金》第二幕弗丽嘉斥责莱茵少女时重现，并在《诸神的黄昏》终幕时达到戏剧高潮——布伦希尔德投身火海后，莱茵少女从河中升起，自齐格弗里德的火葬堆取回指环。其前五个音符经节奏变化后，成为《女武神》第三幕中沉睡的布伦希尔德的主题动机。旋律的变体在《齐格弗里德》第二幕中转化为森林鸟（Woodbird）的问候声“嘿！齐格弗里德”（Hei! Siegfried）。根据德里克·库克的分析，莱茵少女与森林鸟通过自然属性相连，是“自然世界本质纯真的盟友”。
莱茵少女对黄金的喜悦与致意（《莱茵的黄金》第一幕中的“Heiajaheia, Heiajaheia! Wallalallalala leiajahei! Rheingold! Rheingold!...”）是一首凯旋般的颂歌，其旋律基于两大音乐元素，这些元素在《尼伯龙根的指环》后续剧情中被不断变奏并赋予多重用途。例如在《莱茵的黄金》第二幕中，当洛基（Loge）向众神禀报黄金失窃及尼伯龙根的势力随之崛起时，原本欢愉的“Heiajaheia”呼喊转化为阴暗的小调版本，音乐氛围随之扭转。而“Rheingold!”的重复吟唱沿用了沃格琳德开场曲中标志性的下行级进音型（F接降E），这一音型在后续剧情中反复出现：《莱茵的黄金》第三幕以该音型的小调变体象征阿尔伯里希用黄金铸造的邪恶指环；至《诸神的黄昏》中，它进一步演化为“对指环的奴役”主题——被贪欲支配的哈根以同样的小调双音音型向仆从发出“Hoi-ho”号令。
哀歌《Rheingold! Rheingold! Reines Gold!...》（《莱茵的黄金》第四幕）由莱茵少女在《莱茵的黄金》结尾处吟唱，此时众神正跨越彩虹桥进入瓦尔哈拉。它起始于致意曲的旋律，随后发展为欧内斯特·纽曼（Ernest Newman）所描述的“萦绕心头的失落之歌”，在逐渐增强的凄切情绪中被管弦乐队的极强音淹没，终结全剧。《齐格弗里德》第二幕中，当齐格弗里德进入法夫纳洞穴夺取黄金时，圆号奏响了该哀歌的慢速版本——库克指出，这哀歌提醒着听众黄金的真正归属。在《诸神的黄昏》序曲中，该哀歌作为管弦乐间奏《齐格弗里德的莱茵之旅》的一部分被激昂演奏，随后随着音乐转入小调的“奴役”动机，阴郁氛围笼罩旋律。
纽曼将莱茵少女与齐格弗里德的场景（《诸神的黄昏》第三幕第一场的“Frau Sonne...”和“Weilalala leia...” ）描述为“优雅的林间田园诗”。该场景中与莱茵少女相关的音乐元素此前未曾出现；霍尔曼指出，这些音乐既暗示少女的诱惑本性，又传达出一种怀旧与疏离感，随着剧情接近尾声。
据记载，瓦格纳于1883年在威尼斯去世前夜，就曾在钢琴上弹奏过莱茵少女的哀歌旋律。

## 舞台表现

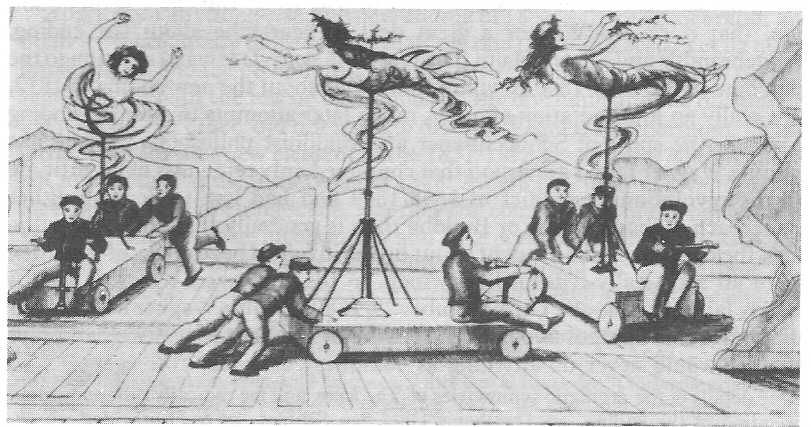
一张1876年《尼伯龙根的指环》首演中用于呈现莱茵少女水中游动效果的机械装置实景照片（后台视角）。

自1876年《尼伯龙根的指环》全剧于拜罗伊特节日剧院首演以来，莱茵少女便被确立以常规人类形态呈现，而非美人鱼或具备其他超自然特征——尽管阿尔伯里希曾辱骂韦尔贡德为“冷漠的人儿，带刺儿的鱼！”（Kalter, grätiger Fisch!）。由于其场景的舞台指示包含大量游泳、潜水及其他水中特技，如何呈现始终是对创意与想象力的考验。传统上多依赖背景幕布与灯光营造必要的水域效果。二战前，在科西玛·瓦格纳及她与瓦格纳的儿子齐格弗里德的影响下，拜罗伊特对《尼伯龙根的指环》制作采取“压抑的保守主义”政策。尽管其他地区的演出已有创新，但直到195年战后音乐节恢复后，拜罗伊特的《尼伯龙根的指环》呈现才出现显著变化。尤其自1976年起，音乐节及其他地区的制作革新变得极具实质性与想象力。
在1876年的原始制作中，莱茵少女通过半透明屏幕后的支架装置移动。舞台机械与灯光效果由当时顶尖的舞台技术师卡尔·勃兰特（Carl Brandt）设计。科西玛最终批准的一项革新是用巨大的隐形“钓竿”取代支架，将莱茵少女悬吊其上。钢丝技术继续应用于齐格弗里德·瓦格纳及其遗孀温妮弗蕾德·瓦格纳主理的拜罗伊特制作中，后者执掌音乐节至二战结束。现代制作也采用类似技术：在1996年芝加哥抒情歌剧院《尼伯龙根的指环》制作（2004-05年重演）中，莱茵少女被悬挂于舞台上方的吊杆空间固定的蹦极绳上，实现了瓦格纳预期的上下俯冲动作。舞台上的莱茵少女由体操运动员扮演并做对口型，而实际演唱由站在舞台一角的歌手完成。

基思·华纳（Keith Warner）在科文特花园皇家歌剧院的制作中，通过灯光效果营造水下氛围，并以裸体形式呈现莱茵少女的自然纯真特质。

1951年拜罗伊特音乐节的制作由齐格弗里德与温妮弗蕾德之子维兰德执导，他打破传统采用极简主义舞台风格，以精妙的灯光效果取代传统布景与道具。莱茵少女与所有其他角色一样，身着朴素的简单长袍，演唱时摒弃夸张表演，由此音乐与歌词成为关注的核心。维兰德深受阿道夫·阿皮亚影响，后者所著《尼伯龙根的指环笔记》（Notes sur l'Anneau du Nibelungen，1924–25年）曾遭科西玛否定：“阿皮亚似乎不知道1876年《尼伯龙根的指环》已在此上演，其舞台呈现是确定且神圣不可更改的”。维兰德与弟弟沃尔夫冈盛赞阿皮亚：“受音乐启发而构建的风格化舞台与三维空间实践——这些理念成为歌剧制作革新的初始动力，并合理催生出‘新拜罗伊特’风格”
在具有开创性的百年纪念版拜罗伊特《尼伯龙根的指环》（1976年，导演巴提斯·謝侯）中，莱茵少女的水下场景概念被完全摒弃，转而将其置于一座大型水电站大坝的背风处，作为19世纪工业革命时期歌剧布景的一部分。对于《诸神的黄昏》中莱茵少女与齐格弗里德的互动场景，谢侯颠覆了她们“永恒青春”的传统设定，将其刻画为“不再是欢快嬉戏的少女；她们变得疲惫、灰暗、忧心忡忡且笨拙”。这一制作开创了“无限制的诠释自由成为常态”的先例。例如，尼古劳斯·莱恩霍夫（Nikolaus Lehnhoff）在1987年巴伐利亚国立歌剧院的制作中，将莱茵少女置于一间沙龙内，并让火神洛基用留声机播放她们在《莱茵的黄金》结尾的哀歌。
彼得·霍尔在谢侯之后执导了拜罗伊特《尼伯龙根的指环》。其版本于1983至1986年上演，以最简方式描绘莱茵少女的自然纯真：她们赤身裸体。基思·华纳在其为科文特花园英国皇家歌剧院制作的《尼伯龙根的指环》（首演于2004至2006年）中沿用了这一特点。科文特花园发言人解释称：“少女是纯真的孩子，自然的化身——一旦有人出现，她们便匆忙披上衣物以保护矜持”。华纳通过灯光营造水下效果，而霍尔则采用佩珀尔幻象：以45度角的镜子使莱茵少女看似垂直游动，实际演员是在浅水池中水平着游泳。

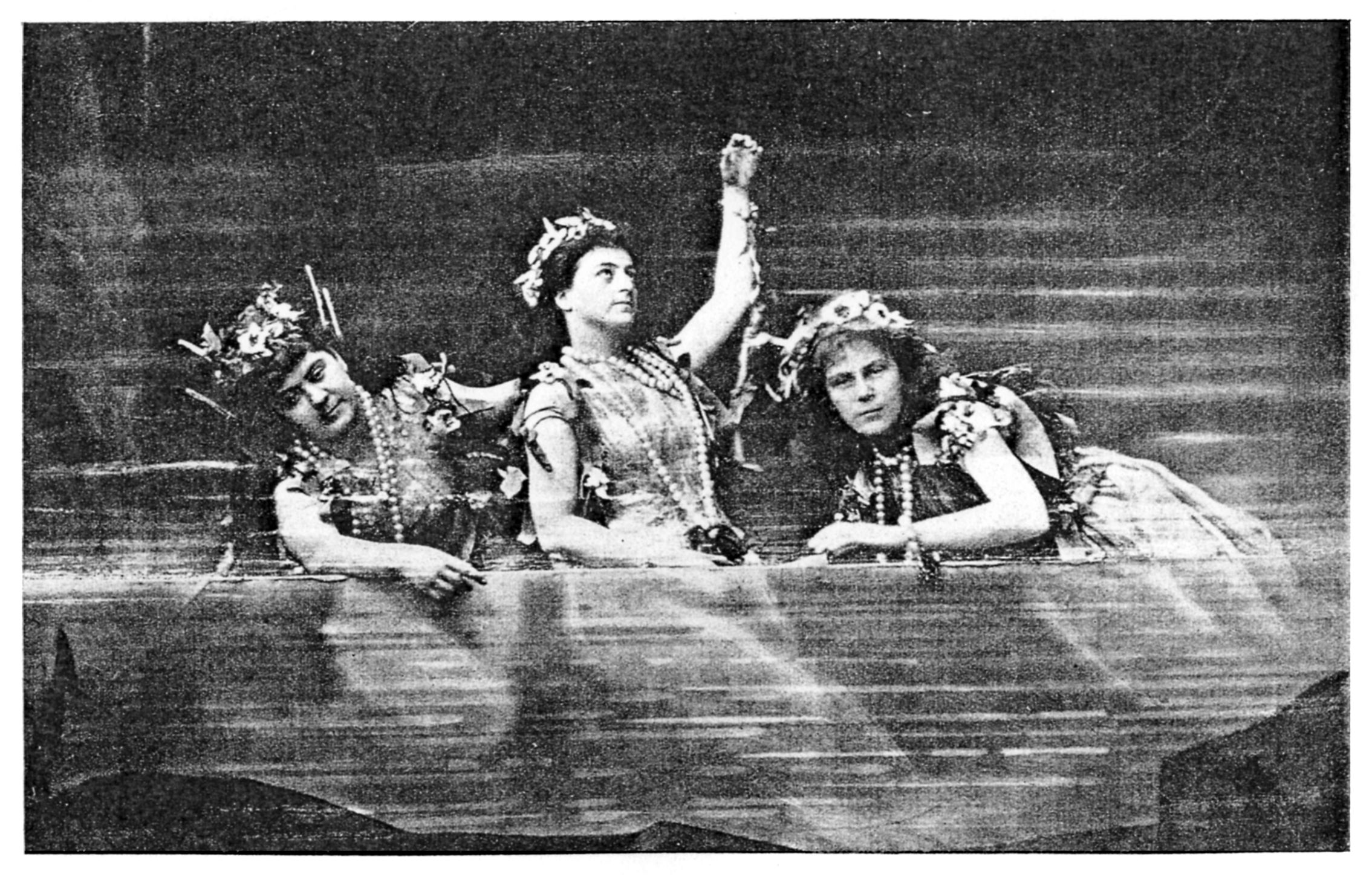
在1876年《尼伯龙根的指环》四联剧首演阵容中，莉莉·莱曼（Lilli Lehmann，图中居中者）饰演了莱茵少女之一的沃格琳德（Woglinde）。她是首位诠释这一角色的著名歌唱家。

尽管莱茵少女的戏份在剧中相对较少，但这一角色常由因饰演瓦格纳及其他剧目中主要角色而闻名的杰出歌唱家担任。首位完整演绎莱茵少女三姐妹中的沃格琳德的是1876年拜罗伊特剧院的莉莉·莱曼。1951年拜罗伊特音乐节在二战后重启时，这一角色由伊丽莎白·施瓦茨科普夫饰演。其他拜罗伊特剧院的莱茵少女饰演者还有1965至1967年间声演韦尔贡德的赫尔加·德内施。洛特·莱曼于1912至1914年在漢堡國立歌劇院、1916年在维也纳国立歌剧院饰演韦尔贡德。其他录制过莱茵少女的歌唱家包括为富特文格勒和RAI演绎的塞娜·尤里纳克、为乔治·索尔蒂版本演唱的盧西亞·波普与格温妮丝·琼斯，以及为卡拉扬版本演唱的海伦·多纳特与埃达·莫泽。

## 脚注

### 引文
1. ↑  曾景婷 & 何成洲 (2023)，第56頁.
2. 1 2 3 4  鲁路 (2013)，第11頁.
3. 1 2  Holman (2001)，第174頁.
4. 1 2 3 4  Cooke (1979)，第139頁.
5. 1 2  Lachmann (1841)，第179頁.
6. ↑  Ryder (1962)，第286–289頁，诗节 1524–48.
7. ↑  Mowatt (2000)，第142–143頁，诗节 1528–54.
8. ↑  Magee (1990)，第66頁.
9. ↑  Edwards (2010)，第235頁，注释146.
10. 1 2  Newman (1949)，第464頁.
11. ↑  Cooke (1979)，第138–140頁.
12. ↑  Cooke (1979)，第138頁.
13. ↑  Cooke (1979)，第140頁.
14. 1 2 3  Sabor (1997)，第91–92頁.
15. 1 2 3  鲁路 (2003)，第33頁.
16. 1 2 3  Holman (2001)，第173-175頁.
17. 1 2 3  Spencer (1985)，第31頁.
18. ↑  Cooke (1979)，第7頁.
19. ↑  Shaw (1967)，第11頁.
20. ↑  Holman (2001)，第175頁.
21. ↑  Mann & Das Rheingold，Scene I.
22. ↑  Mann & Das Rheingold，第44頁.
23. 1 2  Mann & Götterdämmerung，Act III Scene I.
24. ↑  Mann & Götterdämmerung，Act III Scene III.
25. 1 2  Cooke (1979)，第244頁.
26. ↑  Mann & Götterdämmerung，Act III Scene III finale.
27. ↑  Holman (2001)，第399–402頁.
28. ↑  鲁路 (2003)，第31頁.
29. ↑  鲁路 (2003)，第31-32頁.
30. ↑  鲁路 (2003)，第32頁.
31. ↑  鲁路 (2003)，第35頁.
32. 1 2  鲁路 (2003)，第36頁.
33. ↑  鲁路 (2003)，第38頁.
34. ↑  鲁路 (2003)，第39頁.
35. ↑  鲁路 (2003)，第41頁.
36. ↑  鲁路 (2003)，第41-43頁.
37. ↑  鲁路 (2003)，第43頁.
38. ↑  Holman (2001)，第49頁.
39. ↑  Holman (2001)，第56頁.
40. ↑  鲁路 (2003)，第97-98頁.
41. ↑  鲁路 (2003)，第351頁.
42. ↑  鲁路 (2003)，第351-352頁.
43. ↑  鲁路 (2003)，第352-353頁.
44. ↑  鲁路 (2003)，第353-354頁.
45. ↑  鲁路 (2003)，第355-356頁.
46. ↑  鲁路 (2003)，第357頁.
47. ↑  鲁路 (2003)，第358頁.
48. ↑  Holman (2001)，第98頁.
49. 1 2 3  鲁路 (2003)，第376頁.
50. ↑  鲁路 (2003)，第376-377頁.
51. ↑  鲁路 (2003)，第377-378頁.
52. 1 2 3  鲁路 (2003)，第378頁.
53. ↑  Holman (2001)，第102頁.
54. 1 2 3 4  Holman (2001)，第176頁.
55. ↑  North (1985)，第16頁.
56. ↑  Cooke (1967)，Ex.25.
57. ↑  Cooke (1967)，Ex. 23.
58. ↑  Holman (2001)，第229頁.
59. ↑  Cooke (1967)，, Ex. 30.
60. ↑  Cooke (1967)，Ex. 34–35.
61. ↑  Cooke (1967)，, Ex. 37–38.
62. ↑  Newman (1949)，第518–559頁.
63. ↑  Cooke (1967)，Ex. 27–28.
64. ↑  Newman (1949)，第629頁.
65. ↑  Newman (1949)，第655頁.
66. ↑  Gutman (1971)，第634頁.
67. ↑  Mann & Das Rheingold，Scene 1.
68. 1 2 3 4  Holman (2001)，第373–376頁.
69. ↑  Sabor (1997)，第167頁.
70. 1 2  Sabor (1997)，第172頁.
71. ↑  Holman (2001)，第390頁.
72. ↑  Weber, W. . New York Times. 2004-10-02  [2008-04-29]. （原始内容存档于2015-05-28）.
73. 1 2  Sabor (1997)，第201頁.
74. ↑  Holman (2001)，第381頁.
75. ↑  Schürman, Hans (1980), An Annotated Synopsis based on Patrice Chéreau's production of Götterdämmerung, Bayreuth Festival. Published by Phillips as a programme note to 1980 recording of the Festival production.
76. ↑  Sabor (1997)，第204頁.
77. ↑  Henahan, D. . The New York Times. 1983-07-27  [2008-04-29].
78. ↑  Alleyne, R. . Daily Telegraph (London). 2004-12-18  [2008-04-09]. （原始内容存档于2024-12-29）.
79. ↑  Sabor (1997)，第192頁.
80. ↑  Newman (1949)，第474頁.
81. ↑  . The Wagner Society.   [2008-10-09]. （原始内容存档于2008-05-09）.
82. ↑  Randel (1996)，第210頁.
83. ↑  Gary Hickling. . Lotte Lehmann Foundation.   [2010-06-05]. （原始内容存档于2010-04-25）.
84. ↑  Sabor (1997)，第228–229頁.
85. ↑  Sabor (1997)，第230頁.
86. ↑  Donath & Moser (1998).